# 合田敏尚
合田 敏尚（ごうだ としなお、1955年12月 - ）は、日本の栄養学者・生理学者（栄養生理学・保健栄養学）。学位は保健学博士（東京大学・1984年）。静岡県立大学副学長・「ふじのくに」みらい共育センターセンター長（初代）・食品栄養科学部・大学院食品栄養環境科学研究院教授。

## 概要
東京大学医学部保健学科を卒業し、1984年 に東京大学大学院医学系研究科にて博士課程を修了し、博士号を取得した。論文の題は、「Studies on regulatory mechanism influencing activity of intestinal disaccharidases in suckling and adult rats(小腸二糖類水解酵素活性の調節機構に関する研究 : 授乳期と成熟期の白ネズミにおける差異)」。大学院修了後はアメリカ合衆国に渡航し、アリゾナ大学にて研究員となり、のちに助教授となった。帰国後は静岡県立大学にて助手を務め、その後、講師、助教授、准教授を経て、食品栄養科学部栄養生命科学科にて教授を務める。また、大学院生活健康科学研究科食品栄養科学専攻の教授も兼務している。2012年に研究院・学府制が導入され、薬学研究科と生活健康科学研究科が統合され、新たに薬学研究院、食品栄養環境科学研究院、薬食生命科学総合学府の2研究院1学府に再編されると、食品栄養環境科学研究院の研究院長に就任した。
厚生労働省においては、薬事・食品衛生審議会の専門委員や管理栄養士国家試験の委員を務めた。

## 研究
専門分野は保健学であり、栄養生理学や保健栄養学を中心とした研究活動を行っている。
消化・吸収を司る遺伝子や、ビタミンAや脂肪の吸収に関連する遺伝子についての、転写調節の研究が知られている。また、バイオマーカーの研究にも取り組んでおり、生活習慣病の予防や、発症する可能性の低下を目指している。グローバルCOEプログラムに採択された静岡県立大学の「健康長寿科学教育研究の戦略的新展開」プロジェクトでも、「生活習慣病の発症・進展予防のための評価指標の開発」と題した研究に従事し、メタボリックシンドロームや2型糖尿病の発症者や発症が予測される者に対する食事制限や栄養指導の科学的妥当性ついて調べている。共同執筆した論文「Human Serum Albumin as an Antioxidant in the Oxidation of (-)-Epigallocatechin Gallate: Participation of Reversible Covalent Binding for Interaction and Stabilization」は、『Bioscience, Biotechnology, and Biochemistry』に掲載された。この論文は、2011年から2013年にかけて同誌に掲載された論文の中で最も被引用数が多かったことから、BBB Most-Cited Paper Awardが授与されている。また、2015年3月には、これまでの業績が評価され静岡県立大学学長表彰を受けた。
大学院教育に関しては、合田は「『エビデンスに基づく保健・医療、栄養教育』を支える高度な実践研究能力を備えた栄養専門職業人の指導者や教育者の育成」を目標として挙げており、根拠に基づく医療を重視している。

## 略歴
- 1955年 誕生。
- 1979年 東京大学医学部保健学科卒業。
- 1984年 東京大学大学院医学系研究科博士課程修了。
- 1984年 アリゾナ大学研究員。
- 1985年 アリゾナ大学助教授。
- 1987年 静岡県立大学助手。
- 1997年 静岡県立大学講師。
- 1999年 静岡県立大学助教授。
- 2007年4月 静岡県立大学准教授。
- 2007年12月 静岡県立大学教授。

## 賞歴
- 2014年 BBB Most-Cited Paper Award。
- 2015年 静岡県立大学学長表彰。

## 著作

### 寄稿
- 武藤泰敏編著『消化・吸収――基礎と臨床』改訂新版、第一出版、2002年、235-263頁。ISBN 4804109919
- 五十嵐脩・志村二三夫編著『生化学』光生館、2003年、78-123頁。ISBN 4332020707
- 奥恒行・柴田克己編集『基礎栄養学』南江堂、2004年、59-88頁。ISBN 4524236945
- 香川靖雄・近藤和雄・石田均ほか編集『人体の構造と機能及び疾病の成り立ち――総論』南江堂、2005年、91-97頁。ISBN 9784524236923
- 横越英彦編著、伊勢村護ほか著『代謝栄養学』同文書院、2005年、33-38、88-99頁。ISBN 4810313077
- 日本サプリメントアドバイザー認定機構編集『サプリメントアドバイザー必携』2版、薬事日報社、2005年、1-29頁。ISBN 9784840808453
- 中屋豊・宮本賢一編著『エッセンシャル基礎栄養学』医歯薬出版、2005年、15-29頁。ISBN 4263704762
- 木苗直秀編著『健康と長寿への挑戦――食品栄養科学からのアプローチ』南山堂、2006年、120-124頁。ISBN 4525634014
- 小林修平・山本茂共編『人体栄養学の基礎』建帛社、2007年。ISBN 9784767903095
- 『健康運動指導士養成講習会テキスト』健康・体力づくり事業財団、2007年、1477-1494頁。
- 日本栄養・食糧学会編、青江誠一郎ほか執筆『栄養・食糧学用語辞典』建帛社、2007年。ISBN 9784767961125